# Liste der Botschafter der Vereinigten Staaten in Uruguay
Der Botschafter der Vereinigten Staaten von Amerika in Uruguay ist der bevollmächtigte Botschafter der Vereinigten Staaten von Amerika in Uruguay. Die Titel des Botschafters waren:
- 1867–1876, 1888–1890: Minister Resident
- 1876–1888: Chargé d’Affaires
- 1890–1941: Envoy Extraordinary and Minister Plenipotentiary
- 1941–dato: Ambassador Extraordinary and Plenipotentiary

## Botschafter
| Amtszeit  | Name                        | Bemerkungen                                                         |
| --------- | --------------------------- | ------------------------------------------------------------------- |
| 1867–1868 | Alexander Asboth            | 1866–1868 akkreditiert in Argentinien, stationiert in Buenos Aires  |
| 1868–1869 | Henry Gaither Worthington   | Zeitgleich akkreditiert in Argentinien, stationiert in Buenos Aires |
| 1869–1870 | Robert Crothers Kirk        | 1869–1871 akkreditiert in Argentinien, stationiert in Buenos Aires  |
| 1870–1873 | John Leavitt Stevens        | Zeitgleich akkreditiert in Paraguay, stationiert in Montevideo      |
| 1874–1882 | John Curtis Caldwell        | Zeitgleich akkreditiert in Paraguay, stationiert in Montevideo      |
| 1882–1885 | William Williams            | Zeitgleich akkreditiert in Paraguay, stationiert in Montevideo      |
| 1885–1888 | John Edmund Bacon           | Zeitgleich akkreditiert in Paraguay, stationiert in Montevideo      |
| 1889–1894 | George Earl Maney           | Zeitgleich akkreditiert in Paraguay, stationiert in Montevideo      |
| 1894–1898 | Granville Stuart            | Zeitgleich akkreditiert in Paraguay, stationiert in Montevideo      |
| 1898–1905 | William Rufus Finch         | Zeitgleich akkreditiert in Paraguay, stationiert in Montevideo      |
| 1905–1909 | Edward Charles O’Brien      | Zeitgleich akkreditiert in Paraguay, stationiert in Montevideo      |
| 1910–1911 | Edwin Vernon Morgan         | Zeitgleich akkreditiert in Paraguay, stationiert in Montevideo      |
| 1911–1914 | Nicolay Andrew Grevstad     | Zeitgleich akkreditiert in Paraguay, stationiert in Montevideo      |
| 1915–1921 | Robert Emmett Jeffery       |                                                                     |
| 1922–1925 | Hoffman Philip              |                                                                     |
| 1925–1929 | Ulysses Grant-Smith         |                                                                     |
| 1930      | Leland Harrison             |                                                                     |
| 1931–1934 | Joshua Butler Wright        |                                                                     |
| 1935–1937 | Julius Gareche Lay          |                                                                     |
| 1938–1939 | William Dawson Jr.          |                                                                     |
| 1939–1941 | Edwin Carleton Wilson       |                                                                     |
| 1941–1946 | William Dawson Jr.          |                                                                     |
| 1946–1947 | Joseph F. McGurk            |                                                                     |
| 1947–1949 | Ellis Ormsbee Briggs        |                                                                     |
| 1949–1951 | Christian Magelssen Ravndal |                                                                     |
| 1951–1953 | Edward L. Roddan            |                                                                     |
| 1953–1956 | Dempster McIntosh           |                                                                     |
| 1956–1958 | Jefferson Patterson         |                                                                     |
| 1958–1961 | Robert Forbes Woodward      |                                                                     |
| 1961–1962 | Edward John Sparks          |                                                                     |
| 1962–1965 | Wymberley DeRenne Coerr     |                                                                     |
| 1965–1967 | Henry Augustus Hoyt         | Starb in Uruguay                                                    |
| 1968–1969 | Robert Marion Sayre         |                                                                     |
| 1969–1972 | Charles Wallace Adair Jr.   |                                                                     |
| 1973–1977 | Ernest Victor Siracusa      |                                                                     |
| 1977–1979 | Lawrence A. Pezzulo         |                                                                     |
| 1979–1980 | Lyle Franklin Lane          |                                                                     |
| 1980–1981 | Norman Shaw Smith           | Chargé d’Affaires ad interim                                        |
| 1981–1985 | Thomas Aranda Jr.           |                                                                     |
| 1985–1990 | Malcolm Richard Wilkey      |                                                                     |
| 1990–1993 | Richard C. Brown            |                                                                     |
| 1993–1997 | Thomas J. Dodd, Jr.         |                                                                     |
| 1997–2001 | Christopher C. Ashby        |                                                                     |
| 2001–2005 | Martin J. Silverstein       |                                                                     |
| 2006–2009 | Frank Baxter                |                                                                     |
| 2010–2011 | David Daniel Nelson         |                                                                     |
| 2012–2014 | Julissa Reynoso             |                                                                     |
| 2014–2016 | Bradley Freden              | Chargé d’Affaires ad interim                                        |
| 2016–2019 | Kelly Keiderling-Franz      |                                                                     |
| 2019–2021 | Kenneth S. George           |                                                                     |
| 2021–2022 | Jennifer Savage             | Chargé d’Affaires ad interim                                        |
| 2022–     | Karl Rios                   | Chargé d’Affaires ad interim                                        |